# Čagatajski kanat
Čagatajski kanat (mongolsko: Цагадайн улс, turško: Çağatay Hanlığı) je bil mongolski, kasneje jezikovno poturčeni kanat, kateremu je vladal drugi Džingiskanov sin Čagataj kan in njegovi nasledniki. Na začetku je bil del Mongolskega cesarstva, kasneje pa je postal popolnoma samostojen. Svoj višek je dosegel konec 13.stoletja, ko se je raztezal od Amu-Darje južno od Aralskega jezera do gorovja Altaj na današnji meji med Mongolijo in Kitajsko.
Kanat je takšni ali drugačni obliki obstajal od leta 1225 do poznega 17. stoletja, čeprav je zahodna polovica kanata v 60. letih 14. stoletja pripadla Timurlenku. Vzhodni del kanata je ostal pod oblastjo čagatajskih kanov, ki so bili občasno zavezniki, občasno pa nasprotniki Timurjevih naslednikov. V 17. stoletju so preostala ozemlja kanata pripadla Apak Hodži, verskemu in političnemu vodju Kašgarije v današnjem južnem Xinjiangu.

## Ustanovitev
Džingiskan je še pred smrtjo razdelil svoje ogromno cesarstvo svojim sinovom in zvestim generalom. Njegov naslednik je postal tretji sin Ögedej, ki je dobil ozemlje vzhodno od  Balhaškega jezera do Mongolije. Najmlajši sin Toluj je dobil severni del Mongolije, Čagataj pa Transoksanijo med Amu-Darjo in Sir Darjo v današnjem Uzbekistanu in ozemlje okrog Kašgarja. Čagataj je za glavno mesto izbral Amarik v bližini današnjega mesta Kuljdža (Yining) severozahodni Kitajski.
Mongolsko cesarstvo so poleg nasledstva in dedovanja ogrožale tudi velike kulturne in etnične razlike med Mongoli in njihovimi večinoma muslimanskimi turškimi podložniki.
Ögedej je umrl še preden mu je uspelo osvojiti celo Kitajsko. Oblast je leta 1241 prešla na sina Gujuka, ki je naslednjih pet let vladal pod regentstvom Ögedejeve žene Töregene.  Ko so prenos oblasti na kurultaju  končno prenesli na Gujuka, na zboru ni bilo Batu kana, neodvisnega kana Zlate horde. Po Gujukovi smrti je Batu kan na kurultaj poslal Berkeja, ki je spletkaril s Tolujevo vdovo, tako da je na naslednjem kurultaju leta 1253 oblast prešla z Ögedejeve linije na Tolujevega sina Mongkeja, ki je bil naklonjen nestorijanskemu krščanstvu.  Ögedejevo ozemlje se je nato razkosalo. Nekaj manjših fevdov so dobili samo tisti člani njegove družine, ki niso takoj prešli v opozicijo.

## Čagatajski kanat po Čagataju
Čagataj je umrl leta 1242, kmalu za bratom Ögedejem. Čagatajski kanat je bil naslednjih dvajset let skoraj v celoti odvisen od osrednje mongolske vlade, ki je po svoji volji imenovala in odstavljala čagatajske kane. Mesta v Transoksaniji, ki so ozemeljsko sicer spadala v čagatajski kanat, so bila administrativno neposredno odgovorna velikemu kanu.
Popolna podrejenost osrednji vladi se je končala med vladanjem Čagatajevega vnuka Alguja (1260-1266), ki je izkoristil državljansko vojno med Kublaj kanom in Arikbekom. Algu se je Arikbeku uprl, osvojil nova ozemlje in pridobil lojalnost kaganovih oblasti v Transoksaniji. Podobno se je obnašal tudi njegov naslednik Barak (1266-1271), ki je izgnal Kublaj kanovega guvernerja Xinjianga.
Barak se je kmalu zatem sprl s Kajdujem, ki je dobil podporo Zlate horde in napadel Čagatajide. Baraka so konfinirali v Transoksanijo in ga prisilili, da postane Kajdujev vazal. Barak je bil sprt tudi z Abaka kanom in perzijskega Ilkanata. Ko ga je napadel, ga je ilkanatska vojska porazila in ga prisilila k umiku v Transoksanijo. Kmalu zatem je umrl.
Naslednjih nekaj čagatajskih kanov je imenoval Kajdu, ki je obvladoval kanat do svoje smrti. Njegov zadnji izbrani kan je bil Barakov sin Duva (1282-1307), ki se je udeležil Kajdujevih vojn s Kublaj kanom in njegovimi nasledniki iz dinastije Yuan.  Oba vladarja sta bila v stalnih sporih tudi z Ilkanatom. Po Kajdujevi smrti v prvem desetletju 13. stoletja je Duva njegovemu nasledniku odrekel  svoje fevdne dolžnosti, sklenil mir z dinastijo Yuan in začel yuanskemu dvoru plačevati davke. Čagatajski kanat je bil do njegove smrti navidezno neodvisna država.

## Konec vladavine Čagatajidov v Transoksaniji
Duva je imel mnogo sinov, od katerih so mnogi postali kani. Med njima sta bila najpomembnejša  Kebek in Tarmaširin. Kebek, ki je vladal leta 1309 in 1310 in nato še od 1318 do svoje smrti, je standardiziral kovani denar in ustanovil stalno prestolnico Karši v Uzbekistanu. Tarmaširin, ki je vladal od leta 1326 do 1334, je prestopil v islam in napadel Delhijski sultanat v Indiji. Prestolnico kanata je prestavil na zahod v Transoksanijo in nato zatrl upor plemen v vzhodnih provincah, ki je zelo destabiliziral državo.
Med uporom leta 1346 je plemenski poglavar Kazagan ubil čagatajskega kana Kazana. Kazanova smrt je pomenila konec vladavine Čagatajeve dinastije v Transoksaniji. Državna uprava cele regije je prešla v roke poglavarjev lokalnih plemen, ki so bila večinoma turškega in turško-mongolskega porekla in so bila med seboj zelo ohlapno povezana. Kazanovi nasledniki so se pomočjo Džingiskanove cesarske hiše sicer obdržali na oblasti, vendar so bili samo marionete. Razpad kanata je izkoristil Džanibek kan iz Zlate horde, ki je Čagatajskemu kanatu vsilil prevlado  Džočidov in poskusil združiti tri mongolske kanate v eno državo. Džanibek je kmalu zatem izgubil oblast v Azerbajdžanu, Čagatajidi pa so po njegovi smrti  leta 1357 iz države izgnali njegove državne uradnike.
Edini resni poskus ponovne vzpostavitve oblasti Čagatajidov v Transoksaniji je naredil mogulski kan Tugluk Timur (1329/30-1363), ki je dvakrat napadel Transoksanijo in poskušal uničiti moč lokalnih plemen. Njegova poskusa nista uspela, Tugluk pa je kmalu zatem umrl. Ko je njegova vojska zapustila Transoksanijo, sta za oblast začela tekmovati plemenska poglavarja Emir Husein, ki je bil Kazaganov vnuk, in Timurlenk. Timur je nazadnje premagal Emirja Huseina in leta 1369 prevzel oblast v Transoksaniji.
Timur se je obnašal podobno kot njegovi predhodniki in je na prestolu Čagatajskega kanata vzdrževal marionetne kane, ki so uzakonjali njegovo oblast. Kani niso bili iz Čagatajeve temveč iz Ögedejeve dinastije. Timurlenk je naslednja tri desetletja izkoriščal ozemlje Čagatajskega kanata za izhodišče svojih obširnih vojaških osvajanj, v katerih je osvojil Herat v Afganistanu, Širaz v Perziji, Bagdad v Iraku in Damask v Siriji. Po porazu Osmanskih Turkov v bitki pri Ankari je leta 1405 na pohodu proti Kitajski umrl. Njegovi nasledniki Timuridi so imeli v Čagatajskem kanatu  svoje kane vse do sredine 15. stoletja.
Nekaj čagatajskega izročila se je kljub propadu kanata ohranilo: Timurjevi vojaki so se imenovali Čagatajci,  knjižni jezik, ki so ga uporabljali Timuridi in njihovi vzhodni sosedje Moguli, pa se je imenoval čagatajska turščina. Čagatajska turščina je kot knjižni jezik izginila. Zelo sorodni sta ji današnji ujgurščina in uzbeščina.

## Nadaljevanje vladavine Čagatajidov v Vzhodnem Turkestanu
Sredi 14. stoletja je na ozemlju okrog reke Ili nastal nov kanat, ki je bil nekakšna nomadska plemenska zveza, kateremu je vladal član Čagatajeve družine. Novi kanat se ima za nadaljevanje Čagatajskega kanata, čeprav ga imajo nekateri za mogulski kanat, ker so pripadnike plemen imeli za čiste Mogule (Mongole), v nasprotju s pretežno turškimi in  poturčenimi mongolskimi prebivalci Transoksanije.
Vzhodni deli Čagatajskega kanata so bili v zgodnjem 14. stoletju naseljeni s številnimi mongolskimi nomadskimi plemeni. Ta plemena so zamerila kanu Tarmaširinu njegov prestop v islam in stalno naselitev v Transoksaniji in so sprožile upor, ki se je končal s Tarmaširinovo smrtjo. Eden od njegovih naslednikov, Čangši kan, je bil antiislamist in je bil naklonjen plemenom na vzhodu.
V 40. letih 14. stoletja se je za oblast v Transoksaniji borilo več nepomembnih kanov, ki so Čagatajidom na vzhodu posvečali bolj malo pozornosti, tako da so bila plemena praktično samostojna. Najmočnejše pleme, Duglati, ki so obvladovali obsežno ozemlje v Mogulistanu in zahodnem Tarimskem bazenu, so se leta 1347 odločili imenovati svojega kana in so na prestol postavili Čagatajida Tugluk Timurja.
Tugluk Timur (1347-1363) je tako postal vodja plemenske zveze, ki je vladala Tarimskemu bazenu in stepskim področjem Mogulistana. Njegovo vladanja je sovpadalo z vladanjem vrste marionetnih kanov v Transoksaniji in hkrati pomenilo, da so Čagatajidi zdaj vladali v kar dveh kanatih: zahodnemu s središčem v Transoksaniji in vzhodnemu s središčem v Mogulistanu. Tugluk Timur je bil, za razliko od kanov na zahodu, močan vladar. Leta 1354 je prestopil v islam in poskusil zmanjšati moč Duglatov. Leta 1360 je izkoristil nerede v Transoksaniji in svojo upravičenost do nasledstva. Napadel je Transoksanijo, prevzel oblast in začasno združil oba kanata. Leta 1361 je še enkrat napadel in za guvernerja Transoksanije imenoval svojega sina Iljasa Hodža, svojih ozemelj pa kljub temu ni uspel obdržati in Emir Husein je kmalu zatem izgnal Mogule iz Transoksanije.
Vladavino Čagatajidov v Mogulistanu je za nekaj časa prekinil državni udar duglatskega emirja Qamarja ud-Dina, ki je verjetno ubil Iljasa Hodža in več drugih Čagatajidov. Moguli, ki so mu ostali pokorni, so bili v stalnih vojnah s Timurjem. Timur je poskušal ponovno priti na oblast in je večkrat napadel Mogulistan, vendar prebivalstva ni mogel prisiliti k pokorščini. Čagatajidi so ponovno prišli na oblast v 80. letih 14. stoletja, Duglati pa so kljub spremembi oblasti obdržali  pomembnem položaj v kanatu in so v naslednjih štiridesetih letih ustoličili več kanov po svoji izbiri.
Oblast Čagatajidov je prekinil Uvais kan (1418-1428), goreč musliman, ki je bil v pogostih vojnah z Oiradi (Zahodnimi Mongoli) s področij vzhodno od Balhaškega jezera. Oirad Esen Tajiši ga je večkrat porazil in dvakrat celo ujel, vendar je vedno dosegel svojo izpustitev. Uvais kanu je sledil Esen Buka  (1428-1462), ki je pogosto napadal cesarstvo Timuridov. Njega je nasledil brat Junus kan (1462-1487), ki je porazil Uzbeke in vzdrževal dobre odnose s Kozaki in Timuridi, zaradi upora Duglatov pa je izgubil Tarimski bazen. Leta 1484 je zavzel Taškent, ki je bil v posesti Timuridov.
V 15. stoletju so se mogulski kani vedno bolj poturčevali. Junus kan je nekoč celo izjavil, da je bolj podoben Tadžiku kot Mongolu. Med preprostim prebivalstvom poturčevanje ni bilo tako opazno, ker je v primerjavi s kani in emirji islamizacija potekala počasneje. Kani so tudi opustili stari mongolski zakonik Jasa in prevzeli islamsko šeriatsko pravo.
Po Janus kanovi smrti sta si njegovo ozemlje razdelila njegova sinova. Ahmed kan (1487-1503)  je dobil vzhodni Mogulistan in Ujguristan, se večkrat uspešno vojskoval z Oiradi, izvedel plenilen pohod na Kitajsko in poskušal prisvojiti zahodni Tarimski bazen, kateremu so vladali Duglati. Leta 1503 je odšel proti zahodu na pomoč bratu Mahmud kanu (1487-1508), vladarju Taškenta in zahodnega Mogulistana, ki se je vojskoval z Uzbeki Mohameda Šajbanija. Uzbeki so oba brata ujeli in ju nato izpustili, Taškent pa je ostal v njihovih rokah. Ahmed kan je kmalu zatem umrl. Nasledil ga je sin Mensur kan (1503-1545), ki je leta 1513 osvojil kitajsko odvisno državo Hami. Mahmud kan je več let poskušal ponovno vzpostaviti svojo oblast v Mogulistanu. Poskuse je nazadnje opustil in se vdal Mohamedu Šajbaniju, ki ga je dal usmrtiti.
Mensur kanov brat Sultan Said kan (1514-1533) je leta 1514 osvojil zahodni Tarimski bazen in za prestolnico izbral Kašgar. Od takrat dalje je bil Mogulski kanat stalno razdeljen, čeprav je bil sultan Said kan uradno vazal Mensur kana iz Turpana. Po Said kanovi smrti je prišel na prestol Abdurrašid kan (1533-1565), ki je svojo vladavino začel z usmrtitvijo člana družine Duglatov. Nečak ubitega emirja, Mirza Mohamed Haidar Duglat, je pobegnil v Mogulsko cesarstvo v Indiji in osvojil Kašmir, kjer je napisal zgodovino Mogulov. Abdurrašid kan se je bojeval tudi s Kirgizi in Kozaki za prevlado v Mogulistanu, vendar je vojno z njimi izgubil. Mogulistan je bil za vedno izgubljen in od takrat dalje je bila oblast Mogulov omejena samo na Tarimski bazen.

## Konec vladavine Čagatajidov
V poznem 16. in zgodnjem 17. stoletju je Mogulski kanat v Kašgariji prešel v obdobje decentralizacije. Iz njega so nastali številni podkanati s središči v Kašgarju, Jarkandu, Aksuju in Kotanu. Vzporedno z decentralizacijo je naraščala posvetna moč hodž, dokler niso v Kašgariji postali vladajoča elita. Hodže so bili razdeljeni v dve sekti: Ak Taglik in Kara Taglik. Takšno stanje je trajalo do 1670. let, v katerih so mogulski kani poskusili ponovno vzpostaviti svojo oblast z izgonom vodje sekte  Ak Taglik.  Sekta Ak Taglik je za pomoč zaprosila Džungarce, ki so bili pripadniki plemena Oiradov. Džungarci so napadli Kašgarijo, ujeli kana in na oblast postavili sekto Ak Taglik. Zatem so porazili še sekto Kara Taglik v Jarkandu. Malo kasneje so Džungarci osvojili  še mongolska kanata Turpan in Hami.  Tarimski bazen je bil zdaj v popolni oblasti Džungarcev in je ostal v njihovih rokah vse do sredine 18. stoletja, ko so ga zasedli mandžurski cesarji Kitajske.